# 尹岑
尹岑（前1世纪—前10年），字子河，尹翁归少子，西汉河东郡平阳（郡治今山西省临汾市）人。
其父尹翁归清廉自守，死後家无余财。汉宣帝嘉赏他，赐他和兄弟黄金百斤。尹岑在汉朝为官，也有父亲之风，历位九卿，有治国之名。前13年，護羌校尉尹岑转任执金吾。前12年，尹岑官至后将军。他的兄弟二人也都担任为郡守。前10年，尹岑去世。